# Erythrinidae
Las tarariras o trahiras (Erythrinidae), son una familia de peces de agua dulce de los ríos de Sudamérica. Son muy comunes y son usualmente capturados con anzuelos, parcialmente debido a su conducta voraz. 

## Géneros y especies
Hay tres géneros y 14 especies de esta familia:
- Género Erythrinus (Scopoli, 1777)
  - Erythrinus erythrinus (Bloch y Schneider, 1801)
  - Erythrinus kessleri (Steindachner, 1877)
- Género Hoplerythrinus (Gill, 1896)
  - Hoplerythrinus cinereus (Gill, 1858)
  - Hoplerythrinus gronovii (Valenciennes, 1847)
  - Hoplerythrinus unitaeniatus (Spix y Agassiz, 1829)
- Género Hoplias (Gill, 1903)
  - Hoplias aimara (Valenciennes, 1847)
  - Hoplias brasiliensis (Spix y Agassiz, 1829)
  - Hoplias lacerdae (Miranda Ribeiro, 1908)
  - Hoplias macrophthalmus (Pellegrin, 1907)
  - Hoplias malabaricus (Bloch, 1794)
  - Hoplias microcephalus (Agassiz, 1829)
  - Hoplias microlepis (Günther, 1864)
  - Hoplias patana (Valenciennes, 1847)
  - Hoplias teres (Valenciennes, 1847)

- Datos: Q991070
- Multimedia: Erythrinidae / Q991070
- Especies: Erythrinidae